# 3284 Niebuhr
3284 Niebuhr è un asteroide della fascia principale. Scoperto nel 1953, presenta un'orbita caratterizzata da un semiasse maggiore pari a 2,7648041 UA e da un'eccentricità di 0,3854091, inclinata di 6,66850° rispetto all'eclittica.